# 김정준 (야구인)
김정준(金廷俊, 1970년 2월 11일 ~ )은 전 KBO 리그 LG 트윈스의 내야수이자 현 LG 트윈스 1군 수석 코치이다. 그의 아버지는 전 기업은행 야구단의 투수인 김성근이다.

## 선수 시절

### LG 트윈스시절
1992년에 2차 9라운드 지명을 받아 입단하였지만 데뷔 첫 해에 5경기 출전에 그쳤다. 연세대학교 시절부터 있었던 입스(yips) 증후군의 여파로 1993년 시즌 후 방출돼 일찌감치 은퇴했다.

## 야구선수 은퇴 후
은퇴 후 소속 팀 LG 트윈스의 제안을 받아 기록원으로 프런트 일을 시작했으며, 1994년에 민경삼 등과 함께 구단에서 은퇴식을 치러 주었다. 1997년 일본의 '아소보'라는 프로그램을 도입한 것을 시초로 일본에서의 전력 분석법을 KBO 리그에 도입했다.
2002년 한국시리즈 직후 김성근 감독이 LG 트윈스에서 경질되자, 노석기와 함께 SK 와이번스로 팀을 옮겼다. SK 와이번스로 팀을 옮긴 첫 해인 2003년에 팀이 사상 첫 한국시리즈 진출에 성공하며 팀의 주 전력으로 인정받기 시작했고, 2007년에 SK 와이번스에 아버지인 김성근이 감독으로 부임하며 2011년까지 5년 연속 한국시리즈 진출과 3회 우승을 이끌었다. 2008년에는 차장으로 승진했고, 2010년부터는 노석기와 함께 코디네이션 코치로 부임했다. 2011년 8월 18일에 김성근이 SK 와이번스로부터 감독직에서 해고 통지를 받으며 노석기와 함께 휴가를 신청했다가 4일 후 팀에 다시 복귀했다. 2011년 시즌 후 노석기와 함께 사임 의사를 밝혔고, 윤석환과 함께 SBS ESPN의 야구 해설위원으로 데뷔했다.
이후에는 한화 이글스에서 코치로 활동했고, 한화 이글스를 떠난 후에는 SBS 스포츠의 해설위원로 돌아왔다가 SSG 랜더스에서 전력분석 데이터 담당을 맡았다.
2022년 시즌 후 염경엽의 부름을 받아 LG 트윈스의 수석코치로 선임됐다.
염경엽과 호흡을 잘 맞추며 2023년에는 29년 만의 통합우승에 공헌했다.
2024년 시즌 중 2군 감독으로 자리를 옮겼으며, 2024 시즌 마감 후 이병규를 2군 감독으로 새로 영입하면서 1군 수석코치로 복귀했다.

## 별명
- 아버지 김성근의 별명 중 '김일성근', '세이콘'이어서 '김정일준', '새끼콘'으로 불린다.

## 출신 학교
- 충암초등학교
- 충암중학교
- 충암고등학교
- 연세대학교 체육교육학과

## 저서
- 《야구멘터리 위대한 승부》
- 《프로야구 스카우팅 리포트 2012》
- 《프로야구 스카우팅 리포트 2013》

## 통산 기록
| 년도 | 팀    | 경기 | 타석 | 타수 | 득점 | 안타 | 2루타 | 3루타 | 홈런 | 타점 | 볼넷 | 사구 | 삼진 | 도루 | 병살타 | 실책 | 타율  | 출루율 | 장타율 | OPS |
| ---- | ----- | ---- | ---- | ---- | ---- | ---- | ----- | ----- | ---- | ---- | ---- | ---- | ---- | ---- | ------ | ---- | ----- | ------ | ------ | --- |
| 1992 | LG    | 5    | 0    | 14   | 1    | 2    | 0     | 0     | 0    | 0    | 0    | 0    | 0    | 0    | 0      | 0    | 0.143 | 0.142  | 0.142  |     |
| 통산 | 1시즌 | 5    | 0    | 14   | 1    | 2    | 0     | 0     | 0    | 0    | 0    | 0    | 0    | 0    | 0      | 0    | 0.143 | 0.142  | 0.142  |     |